# 茅ヶ崎徳洲会病院
茅ヶ崎徳洲病院（ちがさきとくしゅうびょういん）は神奈川県茅ヶ崎市にある医療機関。徳洲会が運営する民間病院である。

## 沿革
2015年（平成27年）5月1日 - 旧茅ヶ崎徳洲会総合病院跡地にて開院。

## 診療科
(この節の出典: )
- 内科
- 呼吸器内科
- 循環器内科
- 消化器内科
- 神経内科
- 外科
- 消化器外科
- 乳腺外科
- 整形外科
- 泌尿器科
- 女性泌尿器科
- 小児泌尿器科
- 脳神経外科
- 産婦人科
- 小児科
- 歯科口腔外科
- リハビリテーション科
- 麻酔科

## 部門
- 内視鏡センター
- 臨床工学科
- 透析センター
- 看護部
- 放射線科
- 臨床検査部
- 薬剤部
- 在宅診療部

## アクセス
JR東日本東海道本線 茅ケ崎駅より徒歩5分